# Kasepää (Peipsiääre)
Kasepää, ook wel Vene-Kasepää (Russisch Kasepää) genoemd, (Russisch: Казепель, ‘Kazepel’) is een plaats in de Estlandse gemeente Peipsiääre, provincie Tartumaa. De plaats heeft 161 inwoners (2021) en heeft de status van groter dorp of ‘vlek’ (Estisch: alevik).
De plaats ligt aan het Peipusmeer. De meeste inwoners spreken Russisch.

## Geschiedenis
In 1582 werd Kasepää voor het eerst genoemd als Russische nederzetting aan de oever van het Peipusmeer. De nederzetting bestond uit twee aparte woonkernen: Oud- en Nieuw-Kasepää. In de 19e eeuw kwam daar een derde woonkern bij: Sohvia.
In de 18e eeuw vestigden zich veel oudgelovigen, op de vlucht voor de vervolging in het Keizerrijk Rusland, in Kasepää. Hun houten kerk is gebouwd in 1902.
In 1977 werden Oud- en Nieuw-Kasepää samengevoegd en kreeg het fusiedorp de status van vlek (alevik). Sohvia ging naar het noordelijker gelegen Kolkja.

## Foto's

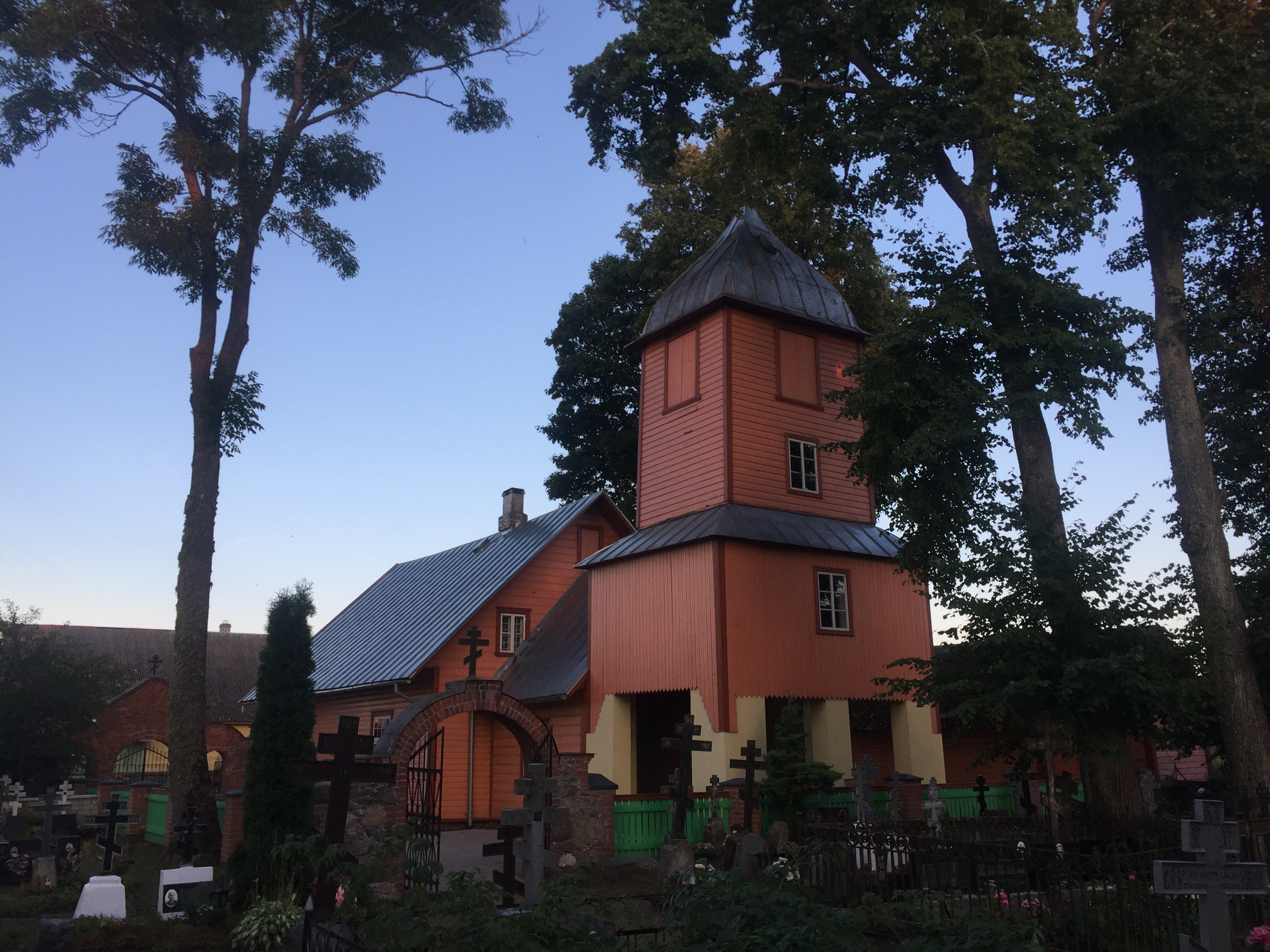
Kerk van de oudgelovigen
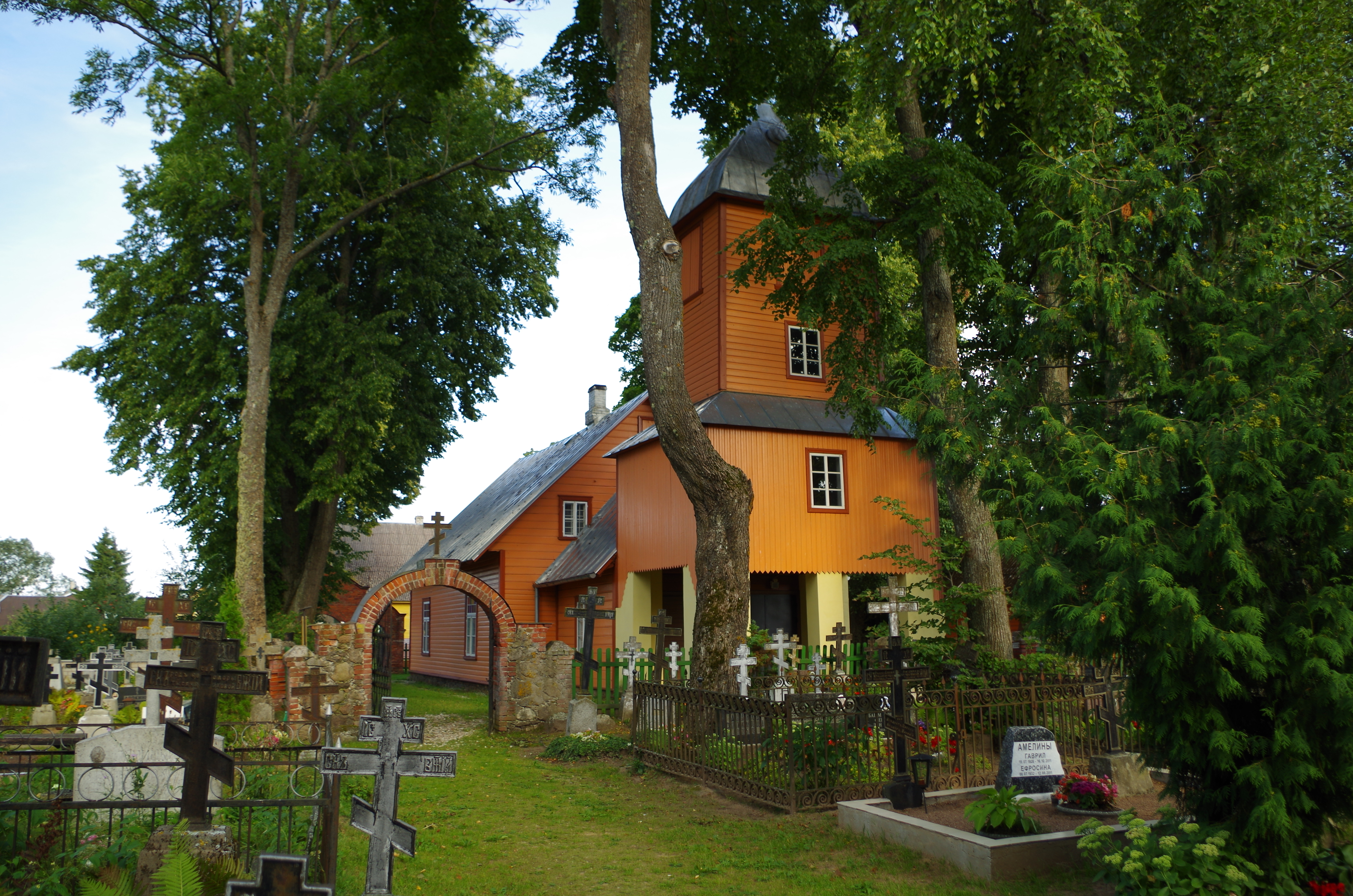
Kerk en kerkhof van de oudgelovigen
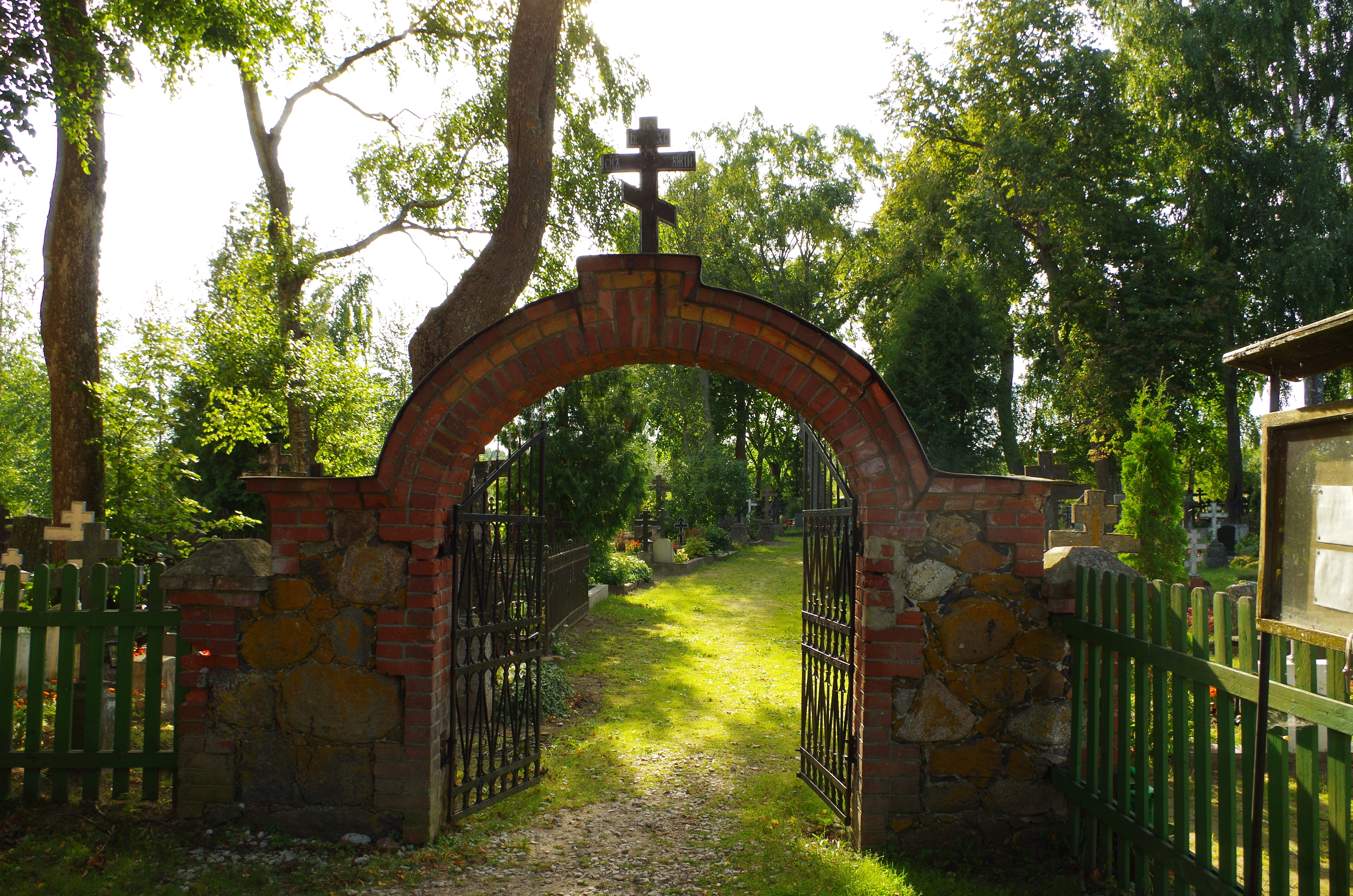
Toegangspoort van het kerkhof